# Ký sự thanh xuân
Ký sự thanh xuân (tiếng Hàn: 청춘기록; Hanja: 青春紀錄; Romaja: Cheongchungirok) là một bộ phim truyền hình Hàn Quốc năm 2020 với sự tham gia của  Park Bo-gum, Park So-dam, Byeon Woo-seok và Kwon Soo-hyun. Khởi chiếu tập đầu tiên trên đài tvN vào ngày 7 tháng 9 và tập cuối vào ngày ngày 27 tháng 10 năm 2020, bộ phim phát sóng vào lúc 21h thứ Hai và thứ Ba hàng tuần. Bộ phim được công chiếu song song với nền tảng dịch vụ xem phim trực tiếp Netflix.

## Tóm tắt
Hye jun là một người mẫu, diễn viên, gia cảnh nghèo khó và chưa đạt được thành tựu nào trong sự nghiệp. Bạn thân của anh từ thời tiểu học lại là người giàu có, luôn có mẹ giúp đỡ. 2 người quen và cùng đem lòng yêu cô gái làm nghề trang điểm họ Ahn. Sau nhiều thử thách, hye jun cũng đạt được ước mơ, nhưng không giữ được tình yêu. Bộ phim nói về cuộc đời và sự nỗ lực vươn lên, sự lựa chọn của những con người trẻ tuổi

## Diễn viên

### Vai chính
- Park Bo-gum vai Sa Hye-jun
  - Im Jae-ha vai Sa Hye-jun lúc nhỏ

Một người mẫu xuất thân từ một gia đình lao động có ước mơ trở thành một diễn viên nổi tiếng. Mặc dù đã thất bại một số cuộc thử giọng, nhưng anh ấy luôn học cách tìm lại sự tự tin để biến ước mơ của mình thành hiện thực.
- Park So-dam vai Ahn Jeong-ha

Một chuyên gia trang điểm, cô luôn sống một cách tích cực. Sau khi nghỉ việc, cô bắt đầu làm việc tại một thẩm mỹ viện ở Cheongdam-dong.
- Byeon Woo-seok vai Won Hae-hyo
  - Noh Young-min vai Won Hae-hyo lúc nhỏ
- Kwon Soo-hyun vai Kim Jin-woo[4]

Bạn thân của Hye-jun và Hae-hyo. Anh ấy là một nhiếp ảnh gia và muốn mở một studio của riêng mình.

### Vai phụ

##### Gia đình Sa Hye-jun
- Ha Hee-ra vai Han Ae-sook - mẹ
- Han Jin-hee vai Sa Min-gi - ông
- Park Soo-young vai Sa Young-nam - bố
- Lee Jae-won vai Sa Kyeong-jun - anh trai

##### Gia đình Won Hae-hyo
- Shin Ae-ra vai Kim Yi-young[5] - mẹ
- Seo Sang-won vai Won Tae-kyeong - bố
- Jo Yoo-jung vai Won Hae-na - em gái

##### Gia đình Kim Jin-woo
- Jung Min-sung vai Kim Jang-man - bố
- Park Sung-yeon vai Lee Kyung-mi - mẹ
- Jang Yi-jung vai Kim Jin-ri - chị gái

### Các nhân vật khác
- Shin Dong-mi vai Lee Min-jae
- Lee Chang-hoon vai Lee Tae-soo[6]
- Park Se-hyun vai Choi Soo-bin, đồng nghiệp của Ahn Jeong-ha
- Lim Ki-hong vai Yang Moo-jin
- Yang So-min vai Jin-ju, chủ tiệm làm tóc
- Kim Gun-woo vai Park Do-ha, diễn viên
- Seol In-ah vai Jung Ji-ah, bạn gái cũ của Hye-jun

### Các khách mời xuất hiện đặc biệt
- Kim Hye-yoon vai Lee Bo-ra, chuyên gia trang điểm (tập 1)
- Lee Seung-joon vai Charlie Jung, nhà thiết kế thời trang (tập 1-2, 10)
- Lee Hae-woon vai PD (tập. 1)
- Kim Min-sang vai Đạo diễn Choi (tập. 1, 4-5, 9)
- Bae Yoon-kyung vai Kim Su-man (tập 8–16)
- Seo Hyun-jin vai Lee Hyun-soo, diễn viên (tập. 8-9)
- Park Seul-gi vai người dẫn chương trình tại một cuộc họp báo (tập. 9)
- Park Seo-joon vai Song Min-soo, diễn viên (tập. 9-10)
- Kang Han-na vai người dẫn chương trình OVN Drama Awards (tập. 9)
- Lee Sung-kyung vai Jin Seo-woo (tập. 12)
- Lee Hye-ri vai Lee Hye-ji (tập. 13)
- Choi Soo-jong vai Mall visitor (tập. 14)

## Nhạc phim
Phần 1
| Phát hành vào 7 tháng 9 năm 2020 | Phát hành vào 7 tháng 9 năm 2020 | Phát hành vào 7 tháng 9 năm 2020 | Phát hành vào 7 tháng 9 năm 2020 | Phát hành vào 7 tháng 9 năm 2020 | Phát hành vào 7 tháng 9 năm 2020 |
| STT                              | Nhan đề                          | Phổ lời                          | Phổ nhạc                         | Nghệ sĩ                          | Thời lượng                       |
| -------------------------------- | -------------------------------- | -------------------------------- | -------------------------------- | -------------------------------- | -------------------------------- |
| 1.                               | "Go"                             | Nam Hye-seung Surf Green         | Nam Hye-seung Surf Green         | Seungkwan (Seventeen)            | 3:34                             |
| 2.                               | "Go" (Inst.)                     |                                  | Nam Hye-seung Surf Green         |                                  | 3:34                             |
| Tổng thời lượng:                 | Tổng thời lượng:                 | Tổng thời lượng:                 | Tổng thời lượng:                 | Tổng thời lượng:                 | 7:08                             |

Phần 2
| Phát hành vào 14 tháng 9 năm 2020 | Phát hành vào 14 tháng 9 năm 2020 | Phát hành vào 14 tháng 9 năm 2020  | Phát hành vào 14 tháng 9 năm 2020 | Phát hành vào 14 tháng 9 năm 2020 | Phát hành vào 14 tháng 9 năm 2020 |
| STT                               | Nhan đề                           | Phổ lời                            | Phổ nhạc                          | Nghệ sĩ                           | Thời lượng                        |
| --------------------------------- | --------------------------------- | ---------------------------------- | --------------------------------- | --------------------------------- | --------------------------------- |
| 1.                                | "You're In My Soul"               | Nam Hye-seung Surf Green Jello Ann | Nam Hye-seung Surf Green          | Chungha                           | 3:28                              |
| 2.                                | "You're In My Soul" (Inst.)       |                                    | Nam Hye-seung Surf Green          |                                   | 3:28                              |
| Tổng thời lượng:                  | Tổng thời lượng:                  | Tổng thời lượng:                   | Tổng thời lượng:                  | Tổng thời lượng:                  | 6:56                              |

Phần 3
| Phát hành vào 22 tháng 9 năm 2020 | Phát hành vào 22 tháng 9 năm 2020 | Phát hành vào 22 tháng 9 năm 2020 | Phát hành vào 22 tháng 9 năm 2020 | Phát hành vào 22 tháng 9 năm 2020 | Phát hành vào 22 tháng 9 năm 2020 |
| STT                               | Nhan đề                           | Phổ lời                           | Phổ nhạc                          | Nghệ sĩ                           | Thời lượng                        |
| --------------------------------- | --------------------------------- | --------------------------------- | --------------------------------- | --------------------------------- | --------------------------------- |
| 1.                                | "Every Second" (나의 시간은)      | Nam Hye-seung                     | Nam Hye-seung Honey Noise         | Baekhyun (EXO)                    | 3:33                              |
| 2.                                | "Every Second" (Inst.)            |                                   | Nam Hye-seung Honey Noise         |                                   | 3:33                              |
| Tổng thời lượng:                  | Tổng thời lượng:                  | Tổng thời lượng:                  | Tổng thời lượng:                  | Tổng thời lượng:                  | 7:06                              |

Phần 4
| Phát hành vào 28 tháng 9 năm 2020 | Phát hành vào 28 tháng 9 năm 2020    | Phát hành vào 28 tháng 9 năm 2020 | Phát hành vào 28 tháng 9 năm 2020 | Phát hành vào 28 tháng 9 năm 2020 | Phát hành vào 28 tháng 9 năm 2020 |
| STT                               | Nhan đề                              | Phổ lời                           | Phổ nhạc                          | Nghệ sĩ                           | Thời lượng                        |
| --------------------------------- | ------------------------------------ | --------------------------------- | --------------------------------- | --------------------------------- | --------------------------------- |
| 1.                                | "Shine On You" (그렇게 넌 내게 빛나) | Nam Hye-seung Surf Green          | Nam Hye-seung Surf Green          | Wheein (Mamamoo)                  | 4:28                              |
| 2.                                | "Shine On You" (Inst.)               |                                   | Nam Hye-seung Surf Green          |                                   | 4:28                              |
| Tổng thời lượng:                  | Tổng thời lượng:                     | Tổng thời lượng:                  | Tổng thời lượng:                  | Tổng thời lượng:                  | 8:56                              |

Phần 5
| Phát hành vào 29 tháng 9 năm 2020 | Phát hành vào 29 tháng 9 năm 2020 | Phát hành vào 29 tháng 9 năm 2020 | Phát hành vào 29 tháng 9 năm 2020 | Phát hành vào 29 tháng 9 năm 2020 | Phát hành vào 29 tháng 9 năm 2020 |
| STT                               | Nhan đề                           | Phổ lời                           | Phổ nhạc                          | Nghệ sĩ                           | Thời lượng                        |
| --------------------------------- | --------------------------------- | --------------------------------- | --------------------------------- | --------------------------------- | --------------------------------- |
| 1.                                | "What If"                         | Nam Hye-seung Park Jin-ho         | Nam Hye-seung Park Jin-ho         | Kim Jae-hwan                      | 3:45                              |
| 2.                                | "What If" (Inst.)                 |                                   | Nam Hye-seung Park Jin-ho         |                                   | 3:45                              |
| Tổng thời lượng:                  | Tổng thời lượng:                  | Tổng thời lượng:                  | Tổng thời lượng:                  | Tổng thời lượng:                  | 7:30                              |

Phần 6
| Phát hành vào 5 tháng 10 năm 2020 | Phát hành vào 5 tháng 10 năm 2020 | Phát hành vào 5 tháng 10 năm 2020 | Phát hành vào 5 tháng 10 năm 2020 | Phát hành vào 5 tháng 10 năm 2020 | Phát hành vào 5 tháng 10 năm 2020 |
| STT                               | Nhan đề                           | Phổ lời                           | Phổ nhạc                          | Nghệ sĩ                           | Thời lượng                        |
| --------------------------------- | --------------------------------- | --------------------------------- | --------------------------------- | --------------------------------- | --------------------------------- |
| 1.                                | "Spotlight"                       | Nam Hye-seung Kim Kyung-hee       | Nam Hye-seung Kim Kyung-hee       | Bobby (IKON)                      | 3:36                              |
| 2.                                | "Spotlight" (Inst.)               |                                   | Nam Hye-seung Kim Kyung-hee       |                                   | 3:36                              |
| Tổng thời lượng:                  | Tổng thời lượng:                  | Tổng thời lượng:                  | Tổng thời lượng:                  | Tổng thời lượng:                  | 7:12                              |

Phần 7
| Phát hành vào 6 tháng 10 năm 2020 | Phát hành vào 6 tháng 10 năm 2020 | Phát hành vào 6 tháng 10 năm 2020 | Phát hành vào 6 tháng 10 năm 2020 | Phát hành vào 6 tháng 10 năm 2020 | Phát hành vào 6 tháng 10 năm 2020 |
| STT                               | Nhan đề                           | Phổ lời                           | Phổ nhạc                          | Nghệ sĩ                           | Thời lượng                        |
| --------------------------------- | --------------------------------- | --------------------------------- | --------------------------------- | --------------------------------- | --------------------------------- |
| 1.                                | "Brave Enough"                    | Nam Hye-seung Kim Kyung-hee       | Nam Hye-seung Park Sang-hee       | Lee Hi                            | 4:05                              |
| 2.                                | "Brave Enough" (Inst.)            |                                   | Nam Hye-seung Park Sang-hee       |                                   | 4:05                              |
| Tổng thời lượng:                  | Tổng thời lượng:                  | Tổng thời lượng:                  | Tổng thời lượng:                  | Tổng thời lượng:                  | 8:10                              |

Phần 8
| Phát hành vào 12 tháng 10 năm 2020 | Phát hành vào 12 tháng 10 năm 2020 | Phát hành vào 12 tháng 10 năm 2020 | Phát hành vào 12 tháng 10 năm 2020 | Phát hành vào 12 tháng 10 năm 2020 | Phát hành vào 12 tháng 10 năm 2020 |
| STT                                | Nhan đề                            | Phổ lời                            | Phổ nhạc                           | Nghệ sĩ                            | Thời lượng                         |
| ---------------------------------- | ---------------------------------- | ---------------------------------- | ---------------------------------- | ---------------------------------- | ---------------------------------- |
| 1.                                 | "Just You" (너로 가득해)           | Nam Hye-seung Kim Kyung-hee        | Nam Hye-seung Kim Kyung-hee        | J Rabbit                           | 3:51                               |
| 2.                                 | "Just You" (Inst.)                 |                                    | Nam Hye-seung Kim Kyung-hee        |                                    | 3:51                               |
| Tổng thời lượng:                   | Tổng thời lượng:                   | Tổng thời lượng:                   | Tổng thời lượng:                   | Tổng thời lượng:                   | 7:42                               |

Phần 9
| Phát hành vào 13 tháng 10 năm 2020 | Phát hành vào 13 tháng 10 năm 2020      | Phát hành vào 13 tháng 10 năm 2020 | Phát hành vào 13 tháng 10 năm 2020 | Phát hành vào 13 tháng 10 năm 2020 | Phát hành vào 13 tháng 10 năm 2020 |
| STT                                | Nhan đề                                 | Phổ lời                            | Phổ nhạc                           | Nghệ sĩ                            | Thời lượng                         |
| ---------------------------------- | --------------------------------------- | ---------------------------------- | ---------------------------------- | ---------------------------------- | ---------------------------------- |
| 1.                                 | "What My Heart Says" (내 마음이 그렇대) | Nam Hye-seung Surf Green           | Nam Hye-seung Surf Green           | Sejeong (Gugudan)                  | 3:51                               |
| 2.                                 | "What My Heart Says" (Inst.)            |                                    | Nam Hye-seung Surf Green           |                                    | 3:51                               |
| Tổng thời lượng:                   | Tổng thời lượng:                        | Tổng thời lượng:                   | Tổng thời lượng:                   | Tổng thời lượng:                   | 7:42                               |

Phần 10
| Phát hành vào 18 tháng 10 năm 2020 | Phát hành vào 18 tháng 10 năm 2020         | Phát hành vào 18 tháng 10 năm 2020 | Phát hành vào 18 tháng 10 năm 2020 | Phát hành vào 18 tháng 10 năm 2020 | Phát hành vào 18 tháng 10 năm 2020 |
| STT                                | Nhan đề                                    | Phổ lời                            | Phổ nhạc                           | Nghệ sĩ                            | Thời lượng                         |
| ---------------------------------- | ------------------------------------------ | ---------------------------------- | ---------------------------------- | ---------------------------------- | ---------------------------------- |
| 1.                                 | "It's Ok, Because It's You" (넌 그래도 돼) | Nam Hye-seung Surf Green           | Nam Hye-seung Surf Green           | Xani                               | 3:55                               |
| 2.                                 | "It's Ok, Because It's You" (Inst.)        |                                    | Nam Hye-seung Surf Green           |                                    | 3:55                               |
| Tổng thời lượng:                   | Tổng thời lượng:                           | Tổng thời lượng:                   | Tổng thời lượng:                   | Tổng thời lượng:                   | 7:50                               |

### Xếp hạng
| Tiêu đề                   | Năm  | Vị trí xếp hạng | Nhận xét | Chú thích. |
| Tiêu đề                   | Năm  | KOR             | Nhận xét | Chú thích. |
| ------------------------- | ---- | --------------- | -------- | ---------- |
| "Every Second" (Baekhyun) | 2020 | 45              | Phần 3   | [ 7 ]      |
| "Shine On You" (Wheein)   | 2020 | 172             | Phần 4   | [ 8 ]      |
| "What If" (Kim Jae-hwan)  | 2020 | 120             | Phần 5   | [ 8 ]      |
| "Brave Enough" (Lee Hi)   | 2020 | 186             | Phần 7   | [ 9 ]      |

## Tỷ lệ người xem
Theo thống kê của Nielsen Korea, mức tỷ suất người xem trung bình của tập 1 Ký sự thanh xuân là 6,4%, nhưng có khi còn đạt đỉnh lên đến 8,7%. So với các phim chiếu đầu tuần và phát sóng trên truyền hình cáp tvN, thì đây là chỉ số rất tích cực. Với lượt người xem này, đứa con tinh thần của đạo diễn Ahn Gil Ho đã đánh bại các đối thủ phát sóng cùng khung giờ, trở thành phim có rating cao nhất trong số các tác phẩm chiếu tối thứ 2 - 3 hằng tuần.
| Mùa | Mùa | Số tập | Số tập | Số tập | Số tập | Số tập | Số tập | Số tập | Số tập | Số tập | Số tập | Số tập | Số tập | Số tập | Số tập | Số tập | Số tập | Trung bình |
| Mùa | Mùa | 1      | 2      | 3      | 4      | 5      | 6      | 7      | 8      | 9      | 10     | 11     | 12     | 13     | 14     | 15     | 16     | Trung bình |
| --- | --- | ------ | ------ | ------ | ------ | ------ | ------ | ------ | ------ | ------ | ------ | ------ | ------ | ------ | ------ | ------ | ------ | ---------- |
|     | 1   | 1.406  | 1.569  | 1.708  | 1.919  | 1.677  | 1.694  | 1.681  | 1.863  | 1.722  | 1.843  | 1.794  | 1.762  | 1.800  | 1.795  | 1.764  | 1.999  | 1.750      |

| Tập | Ngày phát sóng      | Tỷ lệ người xem trung bình | Tỷ lệ người xem trung bình | Tỷ lệ người xem trung bình |
| Tập | Ngày phát sóng      | AGB Nielsen                | AGB Nielsen                |                            |
| Tập | Ngày phát sóng      | Toàn quốc                  | Seoul                      |                            |
| --- | ------------------- | -------------------------- | -------------------------- | -------------------------- |
| 1 | 7 tháng 9 năm 2020  | 6,362% (1st)               | 7,791% (1st)               |                            |
| 2 | 8 tháng 9 năm 2020  | 6.802% (1st)               | 8.217% (1st)               |                            |
| 3 | 14 tháng 9 năm 2020 | 7.200% (1st)               | 9.102% (1st)               |                            |
| 4 | 15 tháng 9 năm 2020 | 7.823% (1st)               | 9.626% (1st)               |                            |
| 5 | 21 tháng 9 năm 2020 | 7.801% (1st)               | 9.037% (1st)               |                            |
| 6 | 22 tháng 9 năm 2020 | 6.995% (1st)               | 8.409% (1st)               |                            |
| 7 | 28 tháng 9 năm 2020 | 7.730% (1st)               | 9.368% (1st)               |                            |
| 8 | 29 tháng 9 năm 2020 | 7.734% (1st)               | 9.225% (1st)               |                            |
| 9 | 5 tháng 10 năm 2020 | 7.404% (1st)               | 8.974% (1st)               |                            |
| 10 | 6 tháng 10 năm 2020 | 8.238% (1st)               | 10.063% (1st)              |                            |
| 11 | 12 tháng 9 năm 2020 | 8.262% (1st)               | 9.618% (1st)               |                            |
| 12 | 13 tháng 9 năm 2020 | 7,798% (1st)               | 9,436% (1st)               |                            |
| 13 | 19 tháng 9 năm 2020 | 7.760% (1st)               | 9.313% (1st)               |                            |
| 14 | 20 tháng 9 năm 2020 | 7.772% (1st)               | 9.617% (1st)               |                            |
| 15 | 26 tháng 9 năm 2020 | 7.625% (1st)               | 9.134% (1st)               |                            |
| 16 | 27 tháng 9 năm 2020 | 8.740% (1st)               | 10.728% (1st)              |                            |
| Trung bình | Trung bình          | 7.628%                     | 9.229%                     |                            |
| - Trong bảng trên đây, số màu xanh biểu thị cho tỷ lệ người xem thấp nhất và số màu đỏ biểu thị cho tỷ lệ người xem cao nhất. - Bộ phim này được phát sóng trên hệ thống các kênh truyền hình cáp/trả phí nên số lượng người xem thấp hơn so với truyền hình miễn phí (ví dụ như KBS, SBS, MBC hay EBS). |                     |                            |                            |                            |